# Sønderjyllands Amt
Sønderjyllands Amt var indtil 2007 et dansk amt beliggende nord for den tyske delstat Slesvig-Holsten, i den sydligste del af Jylland. Amtet er en del af Sønderjylland (også Slesvig).
Det blev oprettet i 1. april 1972 ved en sammenlægning af Haderslev, Tønder, Aabenraa og Sønderborg amter samt sognene Taps, Vejstrup og Hejls, der fra 1864 sammen med de øvrige fem sogne i Nørre Tyrstrup Herred blev overført fra Haderslev Amt til Vejle Amt i forbindelse med fredsslutningen mellem Danmark og Preussen/Østrig. Amtet blev med Kommunalreformen i 2007 sammenlagt med Fyns og Ribe amter samt den sydlige del af Vejle Amt til den nye Region Syddanmark.

## Kommuner
Sønderjyllands Amt bestod af følgende kommuner:
| Kommune         | Hovedby        | Befolkningstal (2006) | Kommune efter 2007 |
| --------------- | -------------- | --------------------- | ------------------ |
| Augustenborg    | Augustenborg   | 6.525                 | Sønderborg         |
| Bov             | Padborg        | 9.959                 | Aabenraa           |
| Bredebro        | Bredebro       | 3.644                 | Tønder             |
| Broager         | Broager        | 6.362                 | Sønderborg         |
| Christiansfeld  | Christiansfeld | 9.587                 | Kolding/Haderslev  |
| Gram            | Gram           | 4.867                 | Haderslev          |
| Gråsten         | Gråsten        | 7.218                 | Sønderborg         |
| Haderslev       | Haderslev      | 31.544                | Haderslev          |
| Højer           | Højer          | 2.801                 | Tønder             |
| Lundtoft        | Felsted        | 6.150                 | Aabenraa           |
| Løgumkloster    | Løgumkloster   | 6.771                 | Tønder             |
| Nordborg        | Nordborg       | 13.893                | Sønderborg         |
| Nørre-Rangstrup | Toftlund       | 9.510                 | Tønder/Haderslev   |
| Rødding         | Rødding        | 10.995                | Vejen              |
| Rødekro         | Rødekro        | 11.756                | Aabenraa           |
| Skærbæk         | Skærbæk        | 7.172                 | Tønder             |
| Sundeved        | Ullerup        | 5.286                 | Sønderborg         |
| Sydals          | Høruphav       | 6.531                 | Sønderborg         |
| Sønderborg      | Sønderborg     | 30.783                | Sønderborg         |
| Tinglev         | Tinglev        | 10.115                | Aabenraa           |
| Tønder          | Tønder         | 12.285                | Tønder             |
| Vojens          | Vojens         | 16.685                | Haderslev          |
| Aabenraa        | Aabenraa       | 21.994                | Aabenraa           |

## Statistisk kilde
- Danmarks Statistik, Statistikbanken.dk

## Reference
1. ↑  Bekendtgørelse om gennemførelse af den statslige amtsinddeling

55°02′40″N 9°24′52″Ø / 55.04444°N 9.41444°Ø